# Донг Ха
Донг Ха (виј. Đông Hà) је град у Вијетнаму у покрајини Quảng Trị. Према резултатима пописа 2009. у граду је живело 93.756 становника.